# Kabinett Anastasiadis II

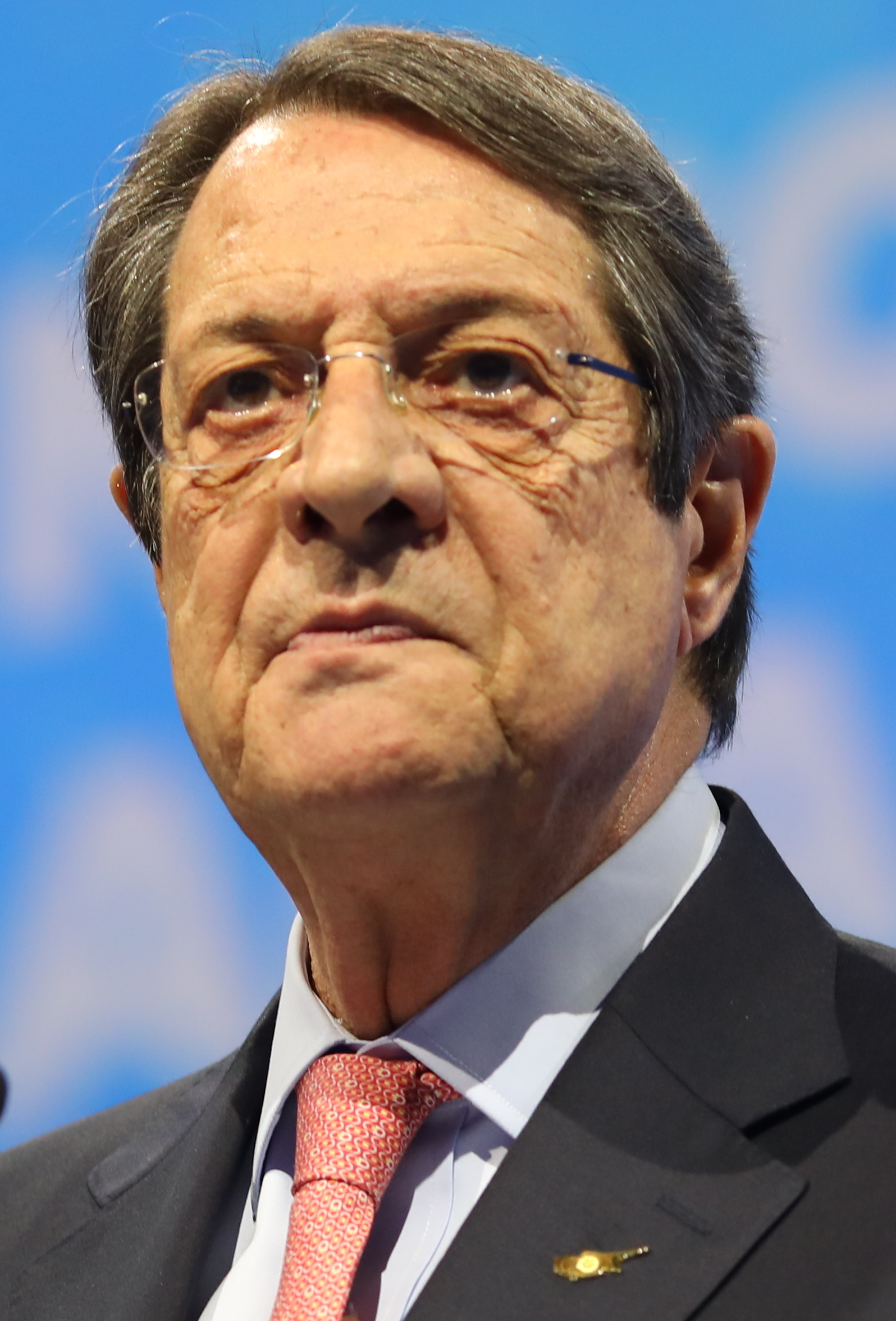
Nikos Anastasiadis

Das Kabinett Nikos Anastasiadis II stellte vom 1. März 2018 bis zum 28. Februar 2023 die Regierung der Republik Zypern und löste das Kabinett Nikos Anastasiadis I ab. Es wurde vom Kabinett Nikos Christodoulidis abgelöst. 

## Mitglieder des Kabinetts

Wappen der Republik Zypern

| Ministerium                                                   | Amtsinhaber                                 | griechische Schreibweise | Partei    |
| ------------------------------------------------------------- | ------------------------------------------- | ------------------------ | --------- |
| Ministerpräsident                                             | Nikos Anastasiadis                          | Νίκος Αναστασιάδης       | DISY      |
| Außenminister                                                 | Nikos Christodoulidis                       | Νίκος Χριστοδουλίδης     | DISY      |
| Finanzminister                                                | Harris Georgiades                           | Χάρης Γεωργιάδης         | DISY      |
| Finanzminister                                                | Konstandinos Petridis (ab 3. Dezember 2019) | Κωνσταντίνος Πετρίδης    | DISY      |
| Innenminister                                                 | Konstandinos Petridis                       | Κωνσταντίνος Πετρίδης    | DISY      |
| Innenminister                                                 | Nikos Nouris (ab 3. Dezember 2019)          | Νίκος Νουρής             | DISY      |
| Verteidigungsminister                                         | Savvas Angelidis                            | Σάββας Αγγελίδης         | parteilos |
| Verteidigungsminister                                         | Charalambos Petridis (ab 3. Dezember 2019)  | Χαράλαμπος Πετρίδης      | DISY      |
| Minister für Bildung, Kultur, Sport und Jugend                | Kostas Chambiaouris                         | Κώστας Χαμπιαούρης       | parteilos |
| Minister für Bildung, Kultur, Sport und Jugend                | Prodromos Prodromou (ab 3. Dezember 2019)   | Πρόδρομος Προδρόμου      | DISY      |
| Minister für Verkehr, Kommunikation und Bau                   | Vasiliki Anastasiadou                       | Βασιλική Αναστασιάδου    | parteilos |
| Minister für Verkehr, Kommunikation und Bau                   | Giannis Karousos (ab 3. Dezember 2019)      | Γιάννης Καρούσος         | parteilos |
| Ministerin für Energie, Handel und Industrie                  | Giorgos Lakkotrypis                         | Γιώργος Λακκοτρύπης      | parteilos |
| Ministerin für Energie, Handel und Industrie                  | Natasa Pilidou (ab 10. Juli 2020)           | Νατάσα Πηλείδου          | DISY      |
| Minister für Landwirtschaft, ländliche Entwicklung und Umwelt | Kostas Kadis                                | Κώστας Καδής             | parteilos |
| Ministerin für Arbeit, Soziales und Sozialversicherung        | Zeta Emilianidou                            | Ζέτα Αιμιλιανίδου        | DISY      |
| Ministerin für Justiz und öffentliche Ordnung                 | Ionas Nikolaou                              | Ιωνάς Νικολάου           | DISY      |
| Ministerin für Justiz und öffentliche Ordnung                 | Giorgos L. Savvidis (ab 31. Mai 2019)       | Γιώργος Λ. Σαββίδης      | parteilos |
| Ministerin für Justiz und öffentliche Ordnung                 | Emily Gioliti (ab 29. Juni 2020)            | Έμιλυ Γιολίτη            | parteilos |
| Ministerin für Justiz und öffentliche Ordnung                 | Stefi Drakou (ab 2. Juli 2021)              | Στέφη Δράκου             | parteilos |
| Minister für Gesundheit                                       | Konstandinos Ioannou                        | Κωνσταντίνος Ιωάννου     | parteilos |
| Minister für Gesundheit                                       | Michalis Chatzipandelas (ab 2. Juli 2021)   | Μιχάλης Χατζηπαντέλας    | parteilos |